# حد كلي للدائرة
الحد الكلي للدائرة (CTL) هو أحد المعايير الحالية لـلوحة التوزيع الكهربائية والتي تباع في الولايات المتحدة وفقًا لـقانون الكهرباء الوطني. في إصدار عام 1965م من قانون الكهرباء الوطني، أشار البند رقم 384-15 للمرة الأولى إلى فكرة الحد الكلي للدائرة في لوحة التوزيع الكهربائية. اعتبارًا من 2008، ويقع هذا المصطلح لغويًا في البند رقم 408.54.
ولم تعد جهات التصنيع المرموقة تصنع لوحات بدون حد أدنى للدائرة منذ عام 1965.[بحاجة لمصدر]

## استبدال اللوحات التي لا تشتمل على حد أدنى للدائرة
لم تكن لوحات الدوائر الكهربائية أو لوحات التوزيع الكهربائية قبل عام 1965 تشتمل على أدوات أو خصائص الحد الأدنى للدائرة. ورغم ذلك، فإن أجهزة القواطع الكهربائية التي لا تشتمل على خاصية الحد الأدنى للدائرة «المخصصة لحالات التجديد فقط»  لا تزال تُباع في المتاجر المحلية حتى الآن. لذلك، أدى استمرار استخدام هذه اللوحات التي لا تشتمل على خاصية الحد الأدنى للدائرة إلى العديد من المواقف الخطيرة حيث يتم تحميل اللوحات بأحمال كهربائية تزيد عن طاقتها.[بحاجة لمصدر] وفي ظل الاستخدام المفرط لهذه القواطع التي لا تشتمل على خاصية الحد الأدنى للدائرة، يتم وضع التيار على موصلات لوحة التحكم بقدر أكبر من سعة لوحة التحكم تلك.
تمكن الكود الذي تم تطبيقه في عام 2008م من التخلص من الحد السابق للدائرة رقم 42 على لوحات التحكم. ويمكن الآن طلب لوحات تحكم تتضمن 84 مكانًا للدائرة إضافة إلى معدل تيار متناسب. إذا تم تركيب لوحة تحكم ذات عدد كافٍ من أماكن القواطع مركبة، فلا داعي في هذه الحالة لقواطع تتميز بخاصية الحد الكلي للدائرة.

## معرض الصور

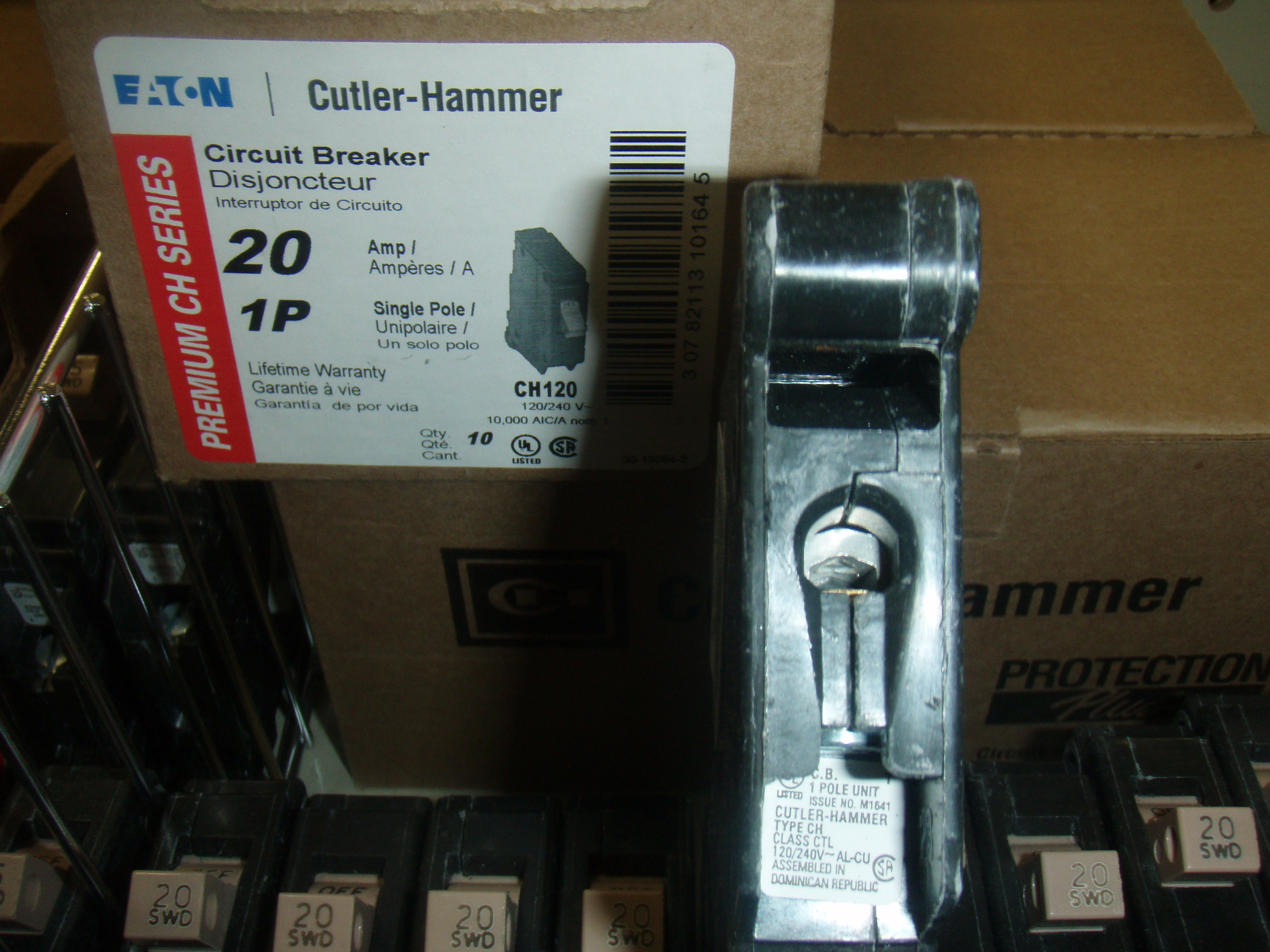
قاطع دائرة أحادي القطب ذو حد أدنى للدائرة من النوع كتلر هامر
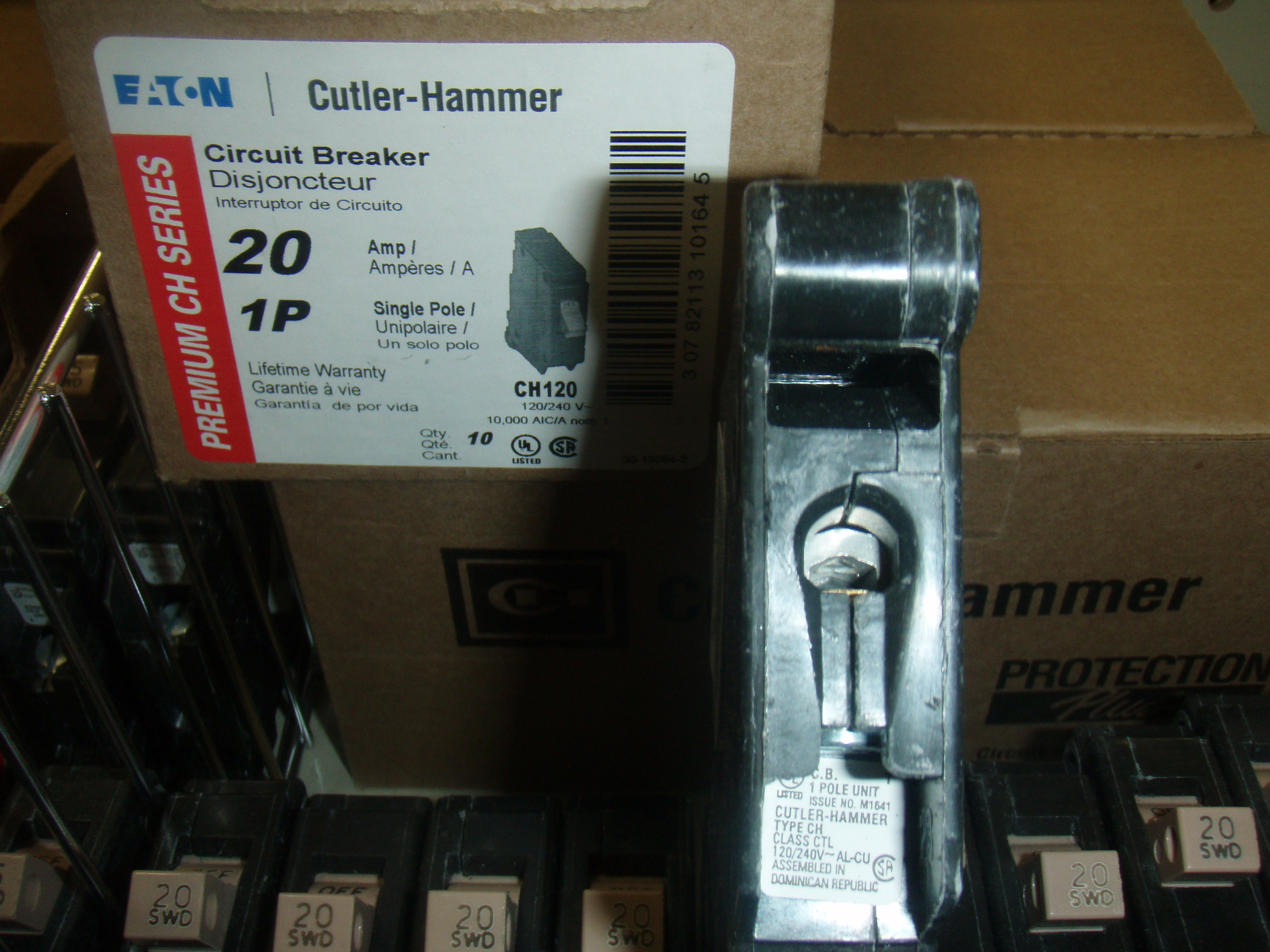
صورة مقربة لقاطع دائرة أحادي القطب ذو حد أدنى للدائرة من النوع كتلر هامر
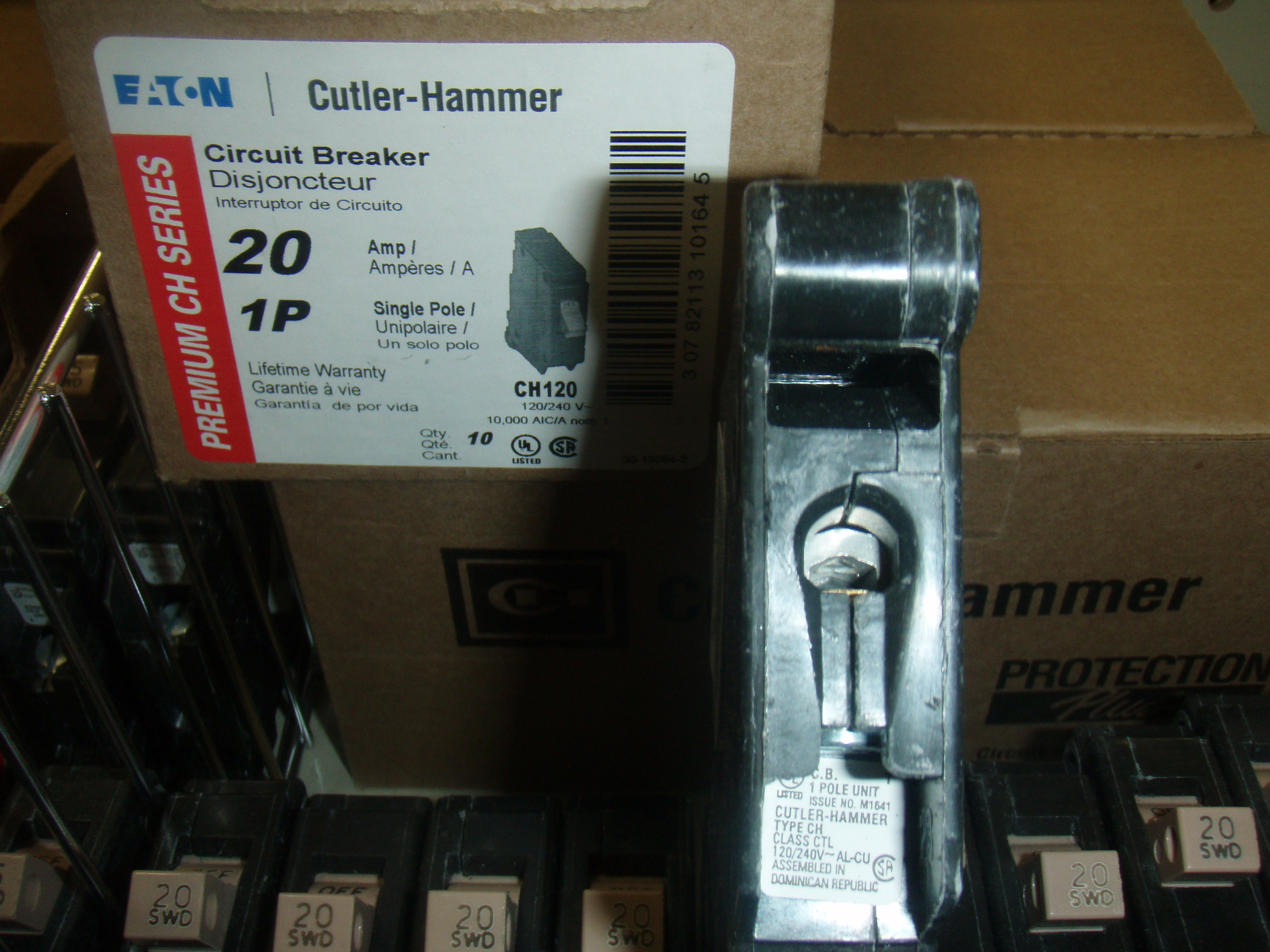
جهاز كتلر هامر غير أصلي أو قاطع دائرة بدون حد أدنى للدائرة
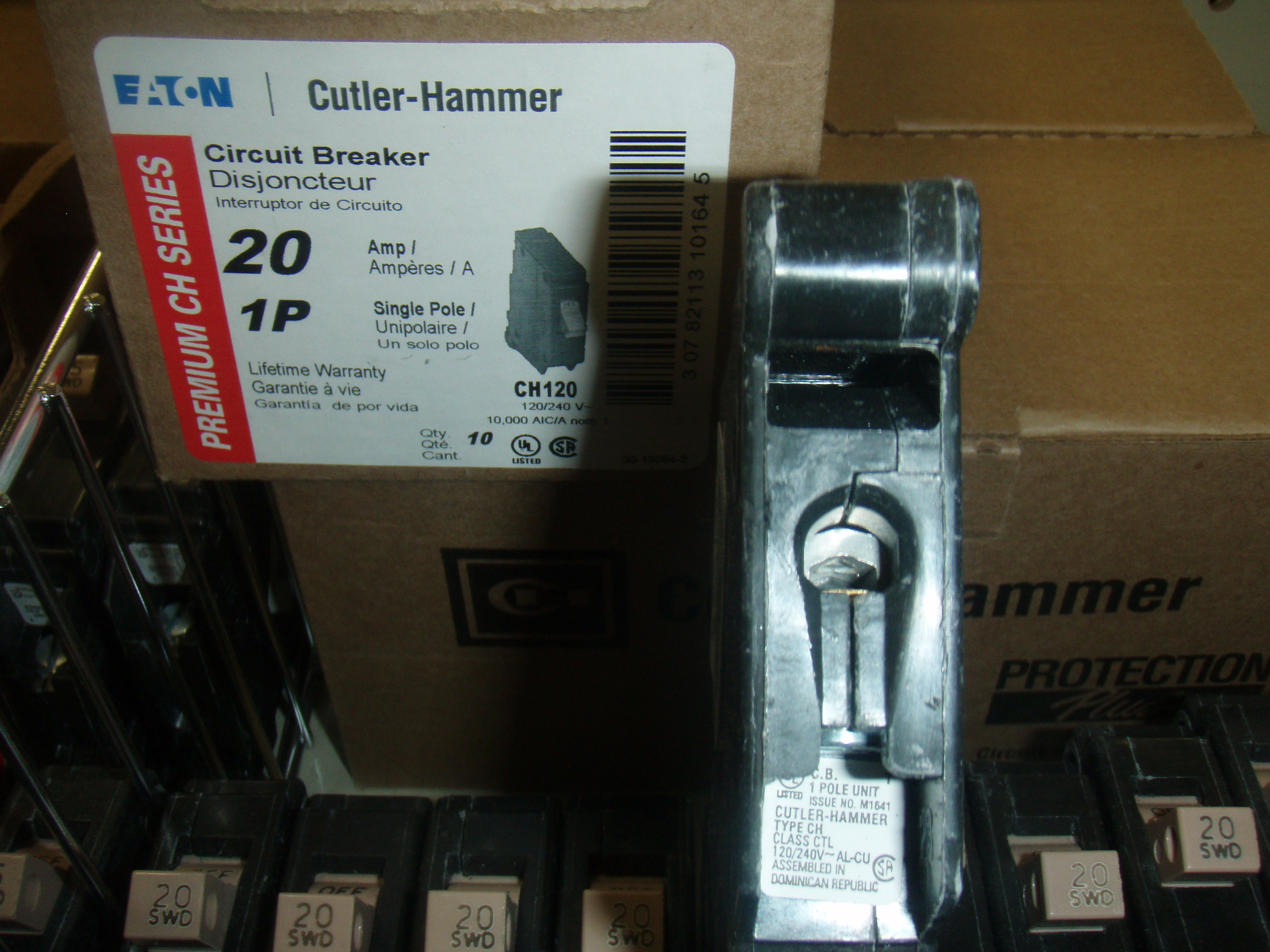
جهاز كتلر هامر غير أصلي أو قاطع دائرة بدون حد أدنى للدائرة
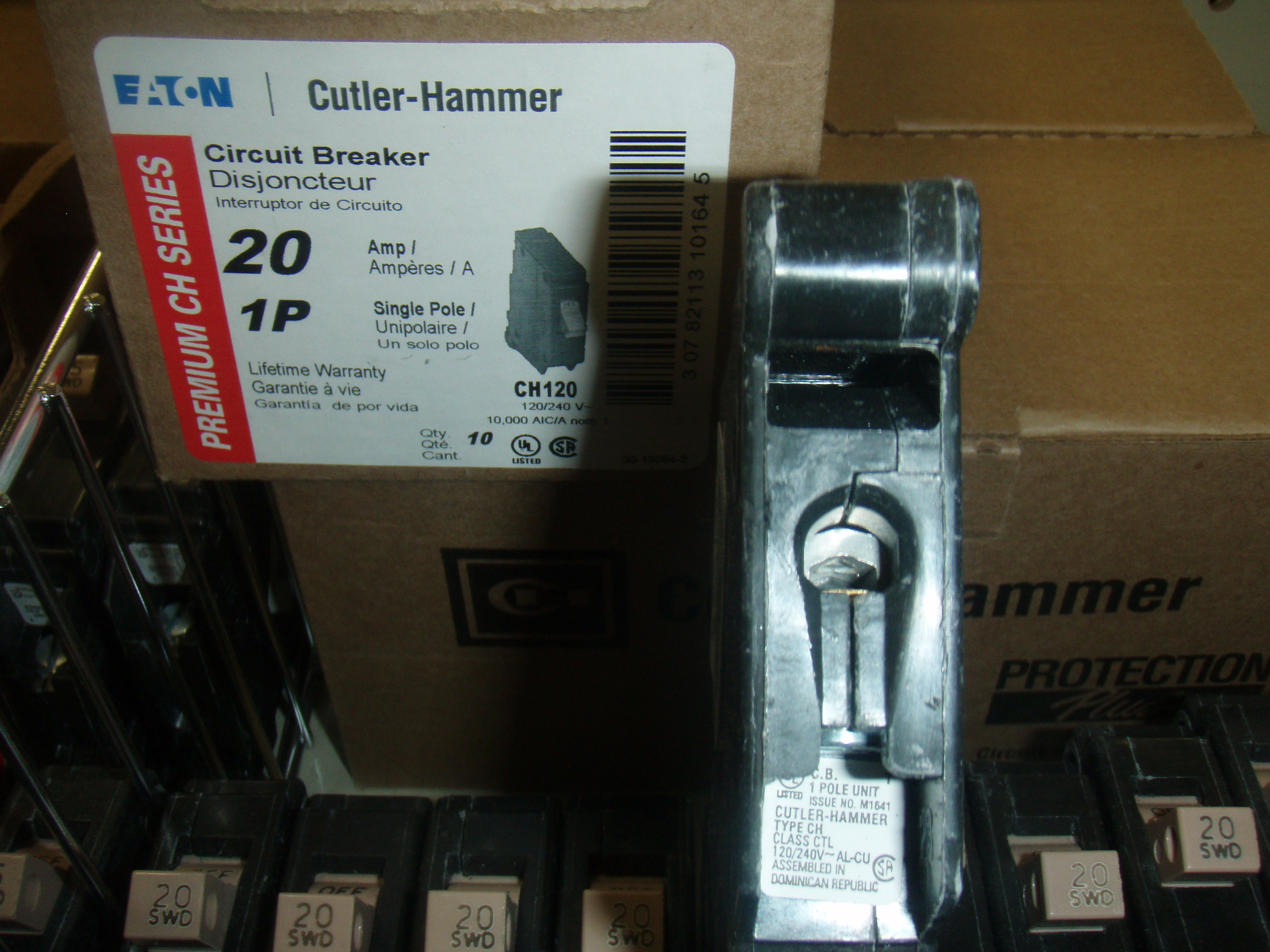
قاطع دائرة ثنائي القطب ذو حد أدنى للدائرة من النوع كتلر هامر
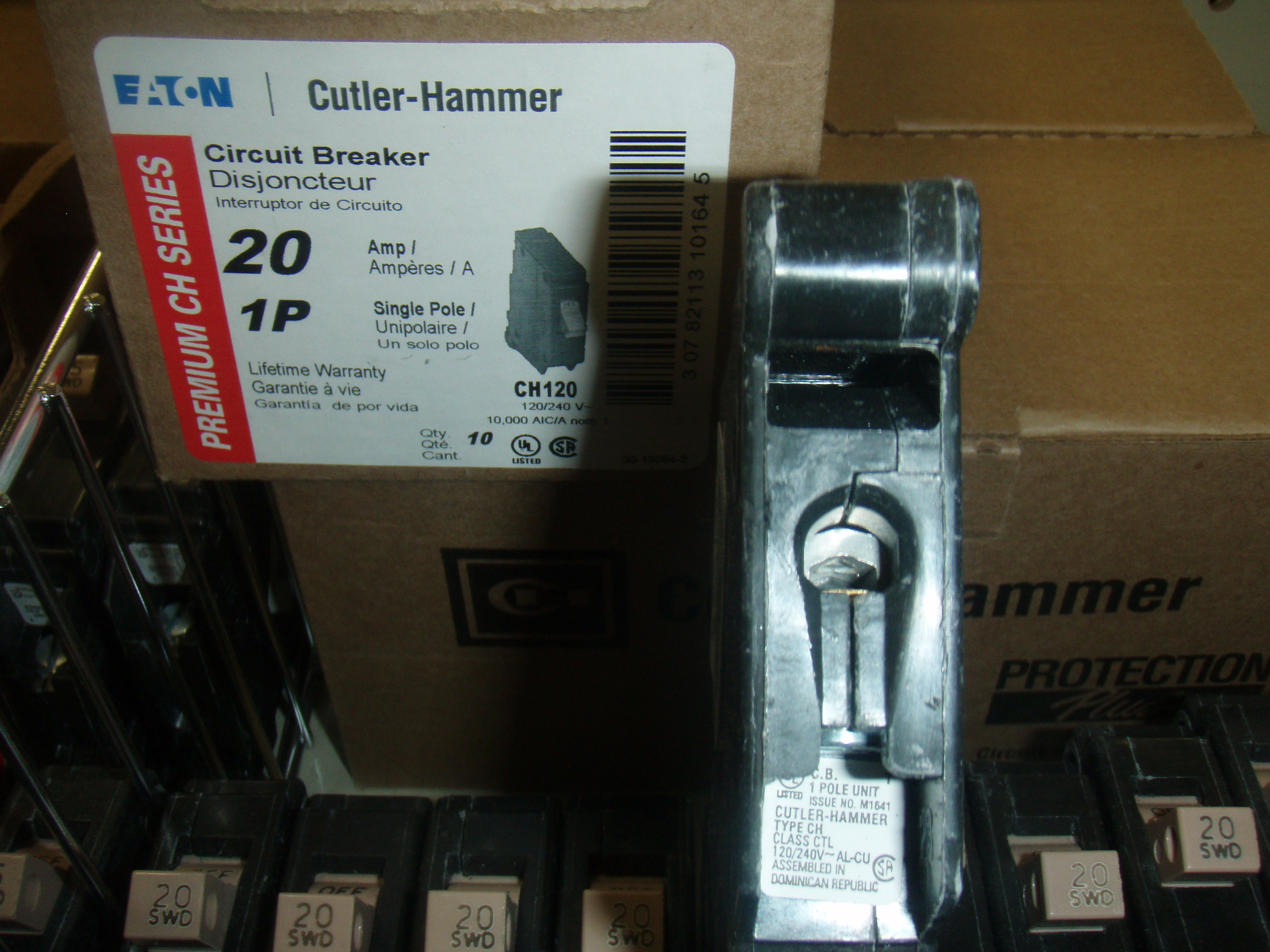
قاطع دائرة ثنائي القطب ذو حد أدنى للدائرة من النوع كتلر هامر